# 804
| [ Edytuj tabelę ]          |                                                         |
| Hrabia Aragonii            | - 802 Aureolus 809                                      |
| Król Asturii               | - 791 Alfons II 842                                     |
| Hrabia Barcelony           | - 801 Berà 820                                          |
| Cesarz Bizancjum           | - 802 Nicefor I 811                                     |
| Chan Bułgarii              | - 803 Krum 814                                          |
| Cesarz Chin                | - 780 Tang Dezong 805                                   |
| Król Essexu                | - 798 Sigered 812                                       |
| Król Franków               | - 768 Karol Wielki 814 - 781 Ludwik I Pobożny 814       |
| Cesarz Japonii             | - 781 Kammu 806                                         |
| Władca Jutlandii           | - 804 Godfred 810                                       |
| Kalif                      | - 786 Harun ar-Raszid 809                               |
| Król Khmerów               | - 802 Dżajawarman II 850                                |
| Patriarcha Konstantynopola | - 784 Tarazjusz 806                                     |
| Król Mercji                | - 796 Cenwulf 821                                       |
| Król Nortumbrii            | - 796 Eardwulf 806                                      |
| Książę Obodrzyców          | - 795 Drożko 809                                        |
| Papież                     | - 795 Leon III 816                                      |
| Cesarz rzymski             | - 800 Karol Wielki 814                                  |
| Doża Wenecji               | - 787 Giovanni Galbaio 804 - 804 Obelerio Antenoreo 809 |

Rok 804 / DCCCIV
stulecia: VIII wiek ~
IX wiek ~
X wiek

lata: 794 «
799 «
800 «
801 «
802 «
803 «
804
» 805
» 806
» 807
» 808
» 809
» 814

## Wydarzenia
- Pierwsze wzmianki (w kronikach) o Hedebach.
- Początek panowania króla Godfreda w pierwszym zorganizowanym państwie na terenie Danii.

## Zmarli
- 19 maja – anglosaski uczony Alkuin, współtwórca karolińskiego renesansu